# Siglufjarðarkaupstaður
Siglufjarðarkaupstaður är en kommun belägen i nordöstra Island.